# Citharomangelia elevata
Citharomangelia elevata é uma espécie de gastrópode do gênero Citharomangelia, pertencente à família Mangeliidae.